# São Pedro e Miquelão
São Pedro e Miquelão, São Pedro e Miquelon ou Saint-Pierre e Miquelon (em francês:  Saint-Pierre-et-Miquelon), oficialmente Coletividade de Ultramar de São Pedro e Miquelão (em francês: Collectivité d'Outre-mer de Saint-Pierre-et-Miquelon), é uma coletividade de ultramar da França situado no noroeste do oceano Atlântico, perto da província canadense de Terra Nova e Labrador, a mais de 1 800 km a leste de Montreal. É a única parte da Nova França que permanece sob controle francês, com uma área de 242 km² e uma população de 6 080 habitantes no censo de janeiro de 2011.
As ilhas estão situadas na entrada da Baía da Fortuna, que se estende para a costa sudoeste de Terra Nova, perto dos Grandes Bancos. a 3 819 quilômetros de Brest, o ponto mais próximo da França Metropolitana, mas apenas 25 quilômetros da península de Burin em Terra Nova.

## História
As ilhas foram descobertas em 1520 pelo navegador português João Álvares Fagundes que as batizou como "ilhas das Onze Mil Virgens". No entanto, o rei designa-as por "ilhas Verdes". São Pedro e Miquelão tornou-se uma possessão francesa em 1536, quando foram reclamadas por Jacques Cartier em nome do rei da França. Embora já tenham sido frequentadas pelos povos Micmac e por pescadores bascos e bretões, as ilhas não foram permanentemente habitadas até o final do século XVII: quatro habitantes permanentes foram contados em 1670 e 22 em 1691.
Em 1670, durante o mandato de Jean Talon como intendente da Nova França, um oficial francês anexou as ilhas quando encontrou uma dúzia de pescadores franceses acampados lá. A Marinha Real Britânica logo começou a assediar os franceses, saqueando seus acampamentos e navios. No início dos anos 1700, as ilhas foram novamente desabitadas e foram cedidas aos britânicos pelo Tratado de Utrecht, que encerrou a Guerra da Sucessão Espanhola em 1713.
Nos termos do Tratado de Paris de 1763, que pôs fim à Guerra dos Sete Anos, a França cedeu todas as suas possessões situadas na América do Norte, mas São Pedro e Miquelão foram devolvidos à França. A França também manteve direitos de pesca nas costas de Terra Nova.

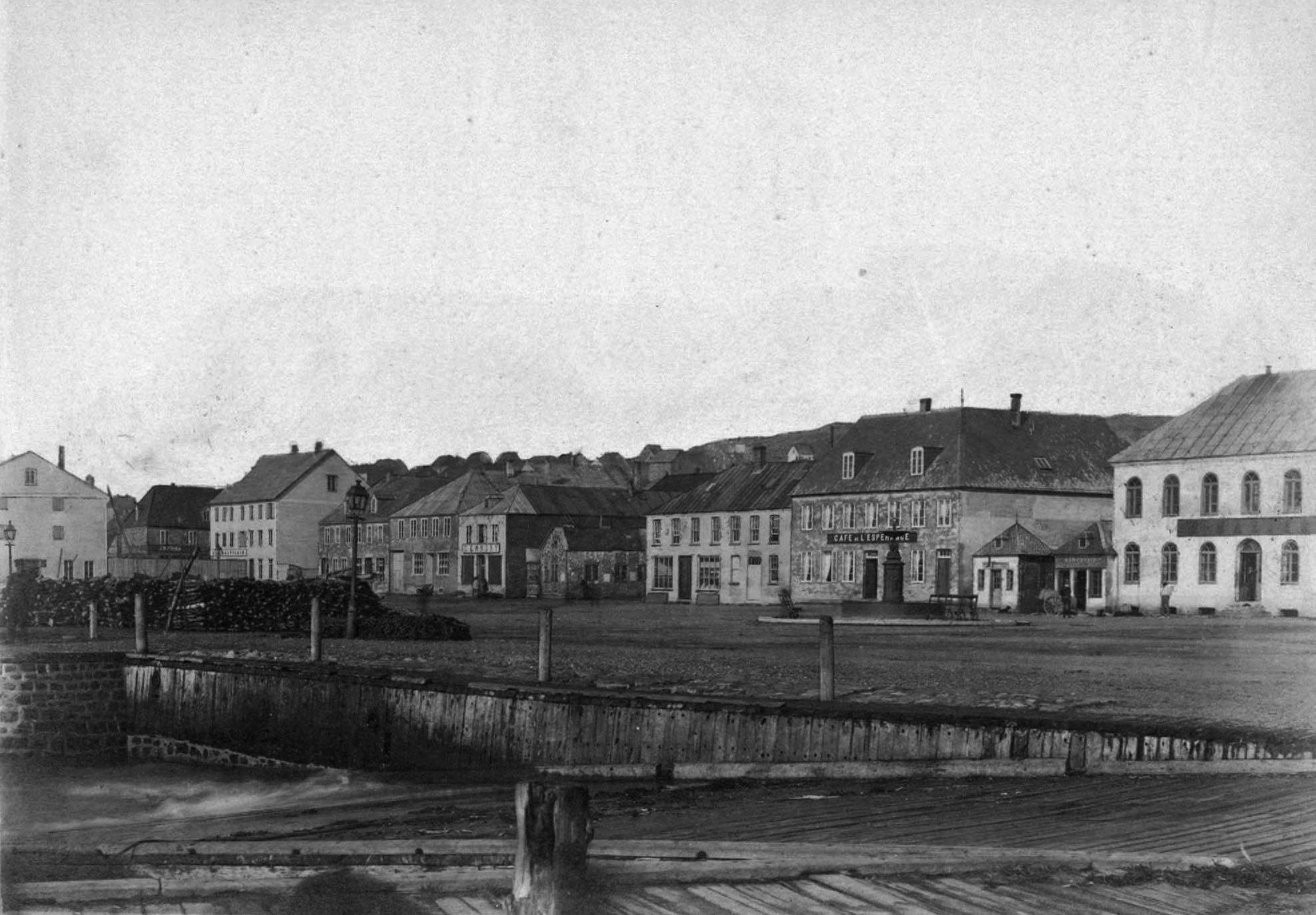
São Pedro, Le Quai La Roncière, 1887

Com a França aliada aos estadunidenses durante a Guerra de Independência dos Estados Unidos, o Reino Unido invadiu e arrasou a colônia em 1778, enviando toda a população de 2 mil pessoas para a França. Em 1793, os britânicos desembarcaram em São Pedro e, no ano seguinte, expulsaram a população francesa e tentaram instalar colonos britânicos. A colônia britânica foi, por sua vez, saqueada pelas tropas francesas em 1796. O Tratado de Amiens de 1802 devolveu as ilhas à França, mas o Reino Unido reocupou-as quando as hostilidades recomeçaram no ano seguinte.
O Tratado de Paris de 1814, devolveu o território à França, embora a Grã-Bretanha os ocupasse novamente durante a Guerra dos Cem Dias. A França então reivindicou as ilhas que na época estavam desabitadas e com todas as estruturas e edifícios destruídos ou em condições precárias. As ilhas foram reassentadas em 1816. Os colonos eram principalmente bascos, bretões, normandos, que se juntaram com vários outros elementos, particularmente da ilha vizinha de Terra Nova. Somente em meados do século, o aumento da pesca trouxe uma certa prosperidade para a pequena colônia.

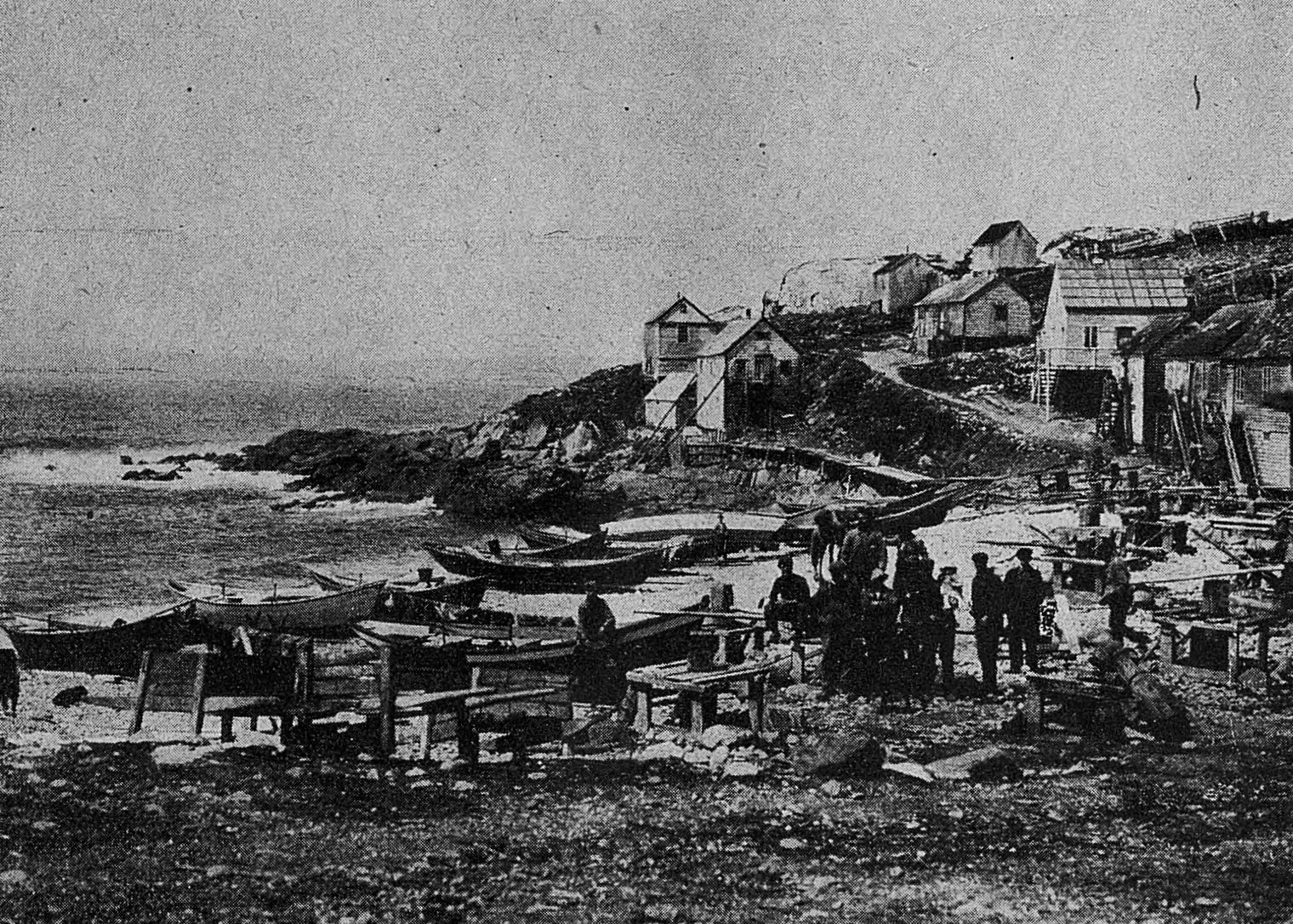
São Pedro em 1921

Durante o início da década de 1910, a colônia sofreu severamente com o resultado de pescas não lucrativas, e um grande número de pessoas emigraram para Nova Escócia e Quebec. O projeto imposto a todos os habitantes do sexo masculino com idade de recrutamento após o início da Primeira Guerra Mundial prejudicou as pescas, que não podiam ser processadas pelas pessoas mais velhas e pelas mulheres e crianças. Cerca de 400 homens da colônia serviram no exército francês durante a Primeira Guerra Mundial, dos quais 25% morreram. O aumento da adoção de arrastões a vapor nas pescarias também contribuiu para a redução das oportunidades de emprego.
O contrabando sempre foi uma atividade econômica importante nas ilhas, mas tornou-se especialmente proeminente na década de 1920 com a instituição da Lei seca nos Estados Unidos. Em 1931, o arquipélago teria importado 6 871 550 litros de uísque do Canadá em 12 meses, a maior parte para ser contrabandeada para os Estados Unidos. O fim da proibição em 1933 mergulhou o território na depressão econômica.
Durante a Segunda Guerra Mundial, apesar da oposição do Canadá, da Grã-Bretanha e dos Estados Unidos, Charles de Gaulle tomou o arquipélago da França de Vichy, ao qual o governo local havia prometeu sua fidelidade. Em um referendo no dia seguinte, a população aprovou a mudança de controle para a França Livre.
O arquipélago tornou-se um território de ultramar em 1946. Após o referendo constitucional francês de 1958, as ilhas tiveram a opção de se integrar plenamente à França, tornar-se um estado autônomo na Comunidade Francesa ou preservar o estatuto de território ultramarino; decidiram permanecer como um território. Em 1976, as ilhas se transformaram em um departamento de ultramar, antes de se tornar uma coletividade territorial em 1985, com um estatuto especial. Desde março de 2003, São Pedro e Miquelão são uma coletividade de ultramar.

## Geografia

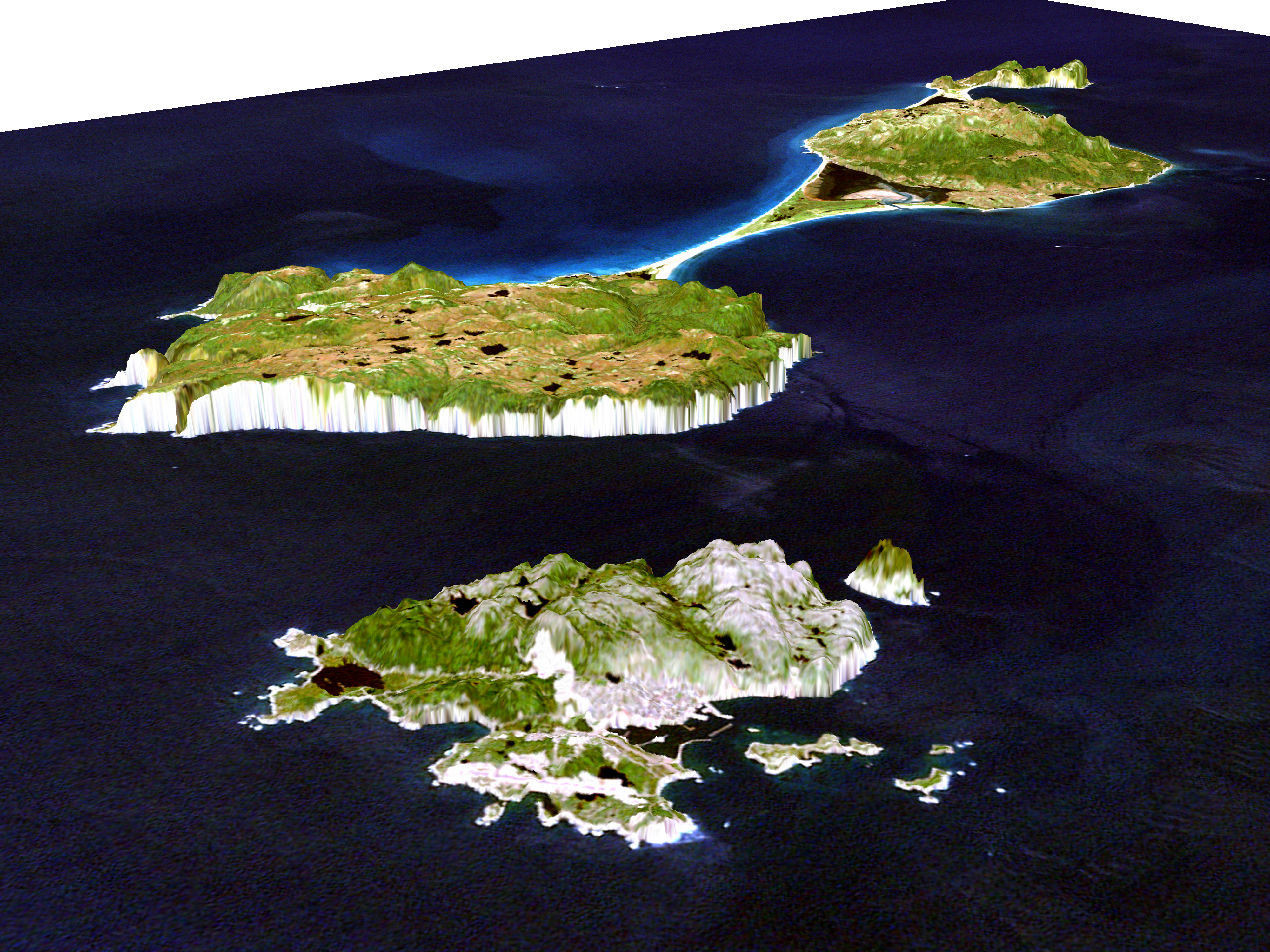
Imagem 3D do arquipélago de São Pedro e Miquelão

Localizado no extremo oeste da península de Burin em Terra Nova, o arquipélago de São Pedro e Miquelão é composto por oito ilhas, com um total de 242 quilômetros quadrados, dos quais apenas dois são habitados.
As ilhas são geologicamente parte do extremo nordeste das Montanhas Apalaches, juntamente com a ilha de Terra Nova.
A ilha de São Pedro, onde está localizada a comuna (município) e capital homônima, cuja área é menor, 26 quilômetros quadrados, é a mais populosa e o centro comercial e administrativo do arquipélago. Um novo aeroporto, o Aeroporto de São Pedro, está em operação desde 1999 e é capaz de acomodar voos de longa distância da França.
A ilha de Miquelão, a maior, é, de fato, composta por três ilhas geológicas: Grande Miquelão, Langlade e Le Cap, conectadas por um tômbolo (dunas de areia). Abriga a segunda e maior comuna do território, Miquelão-Langlade, porém é pouca habitada. A ilha também hospeda o segundo aeroporto do território, o Aeroporto de Miquelão, que oferece voos à ilha de São Pedro e, também, para Montreal.
Uma terceira ilha, anteriormente habitada, a Ilha dos Marinheiros (Isle-aux-Marins), conhecida como Île-aux-Chiens até 1931 e localizada a pouca distância do porto de São Pedro, tornou-se desabitada desde 1963. Até 1945, ela abrigava a terceira comuna de São Pedro e Miquelão. A comuna da Ilha dos Marinheiros foi anexada pela comuna de São Pedro em 1945.

## Demografia
A população total de São Pedro e Miquelão no censo de janeiro de 2011 era de 6 080 habitantes, das quais 5 456 moravam em São Pedro e 624 em Miquelão-Langlade. No censo de 1999, 76% da população havia nascido no arquipélago, enquanto 16,1% nasceram na França metropolitana, um aumento acentuado em relação aos 10,2% em 1990. No mesmo recenseamento, menos de 1% da população relatou ser cidadão estrangeiro.
A população de São Pedro e Miquelão são na sua maioria descendentes de bascos, normandos e bretões (nacionalidades cujos estandartes figuram na própria bandeira oficiosa do território).

### Línguas

Bandeira não oficial usada localmente

Os habitantes de São Pedro e Miquelão falam o francês, a língua oficial; seus costumes e tradições são semelhantes aos encontrados na França metropolitana. O francês falado no arquipélago está mais próximo do francês metropolitano do que do francês canadense, mas mantém uma série de características únicas. A língua basca, anteriormente falada em ambientes privados por pessoas desta origem, desapareceu da ilha no final da década de 1950.

## Galeria

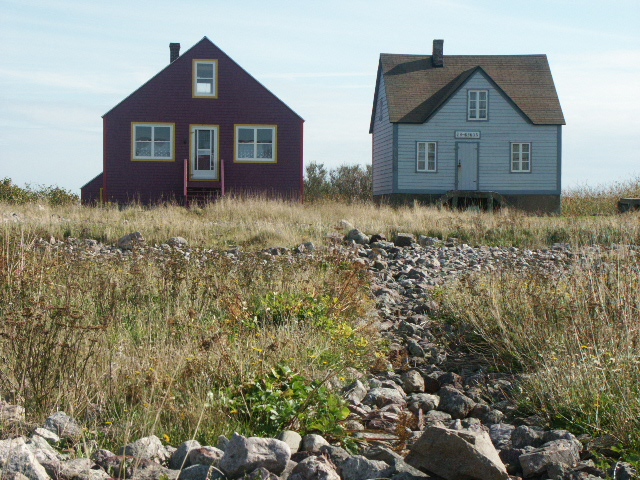
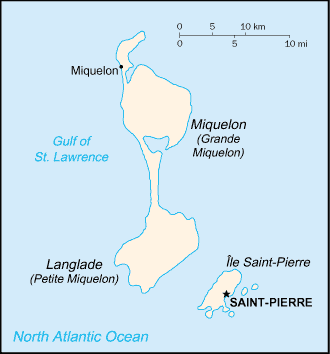
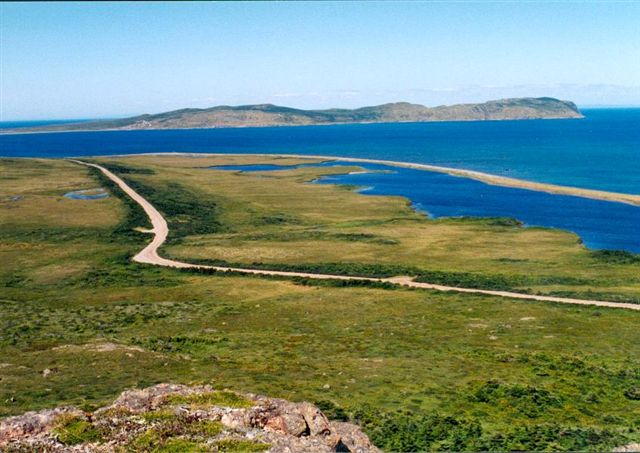
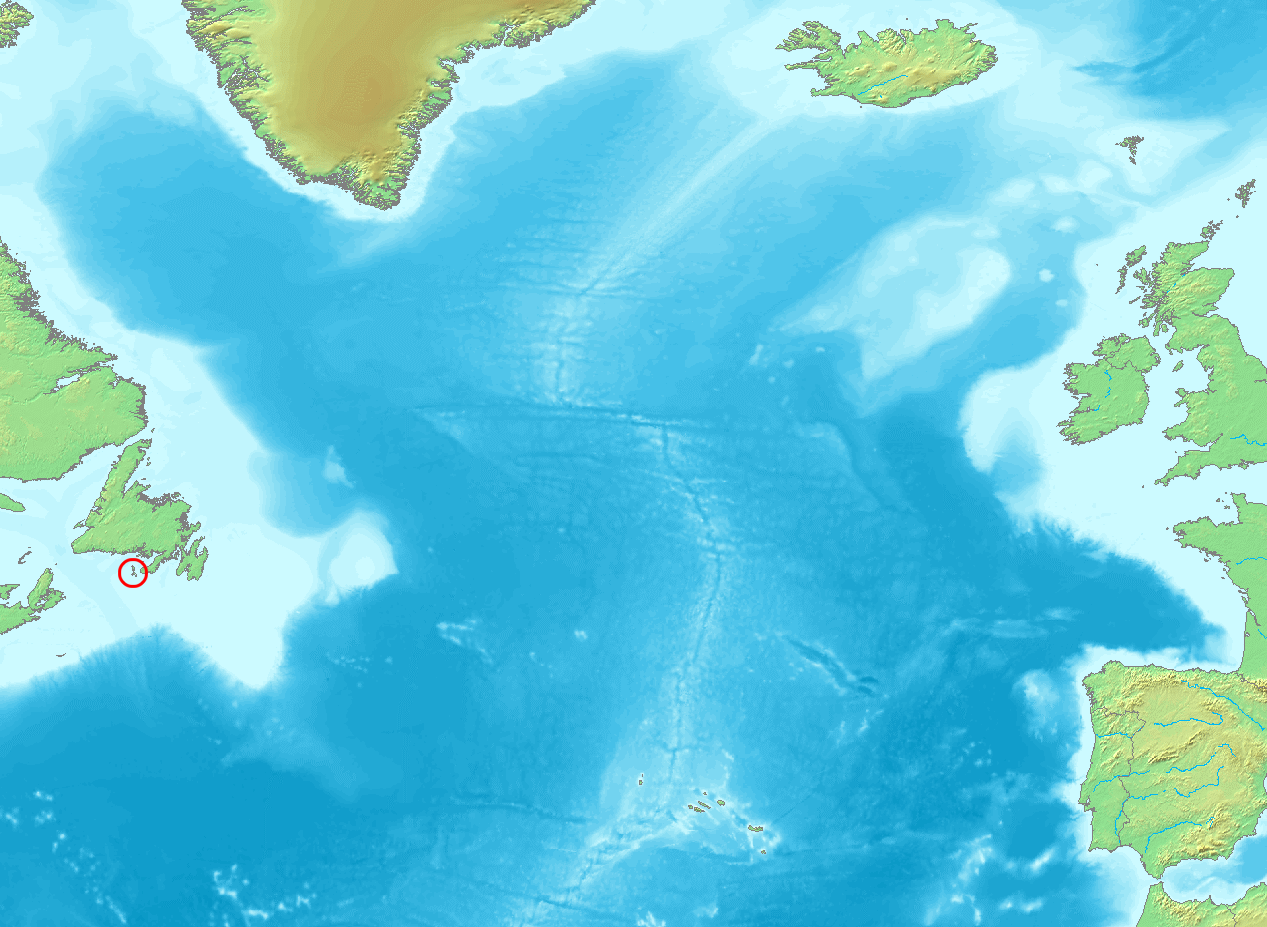
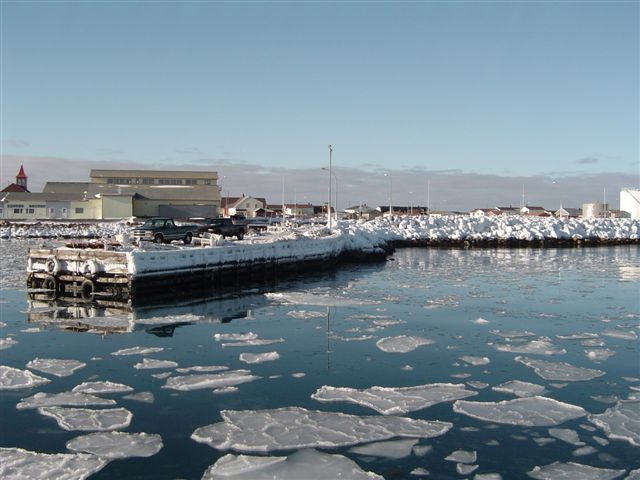
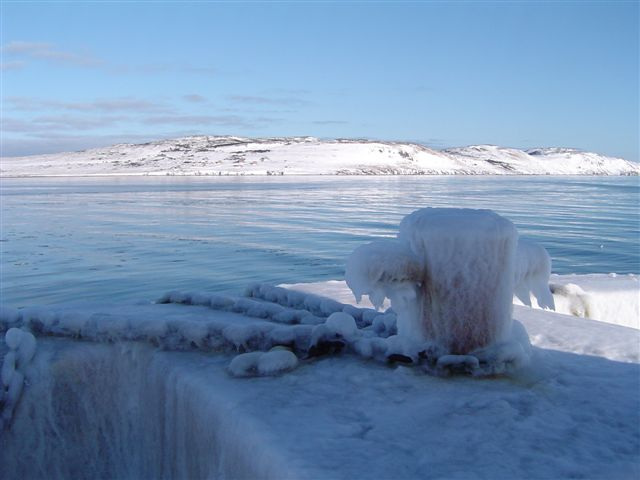
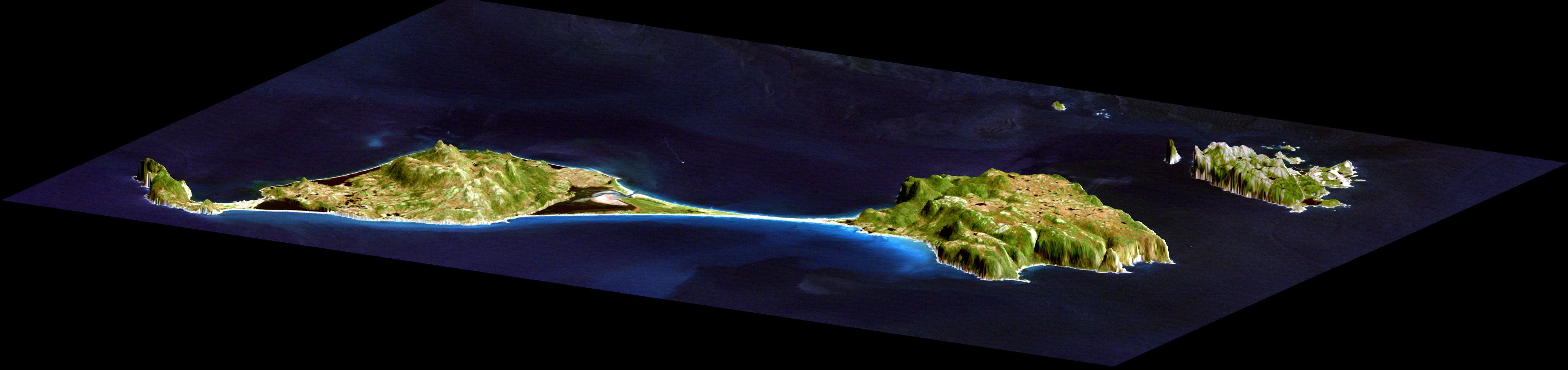
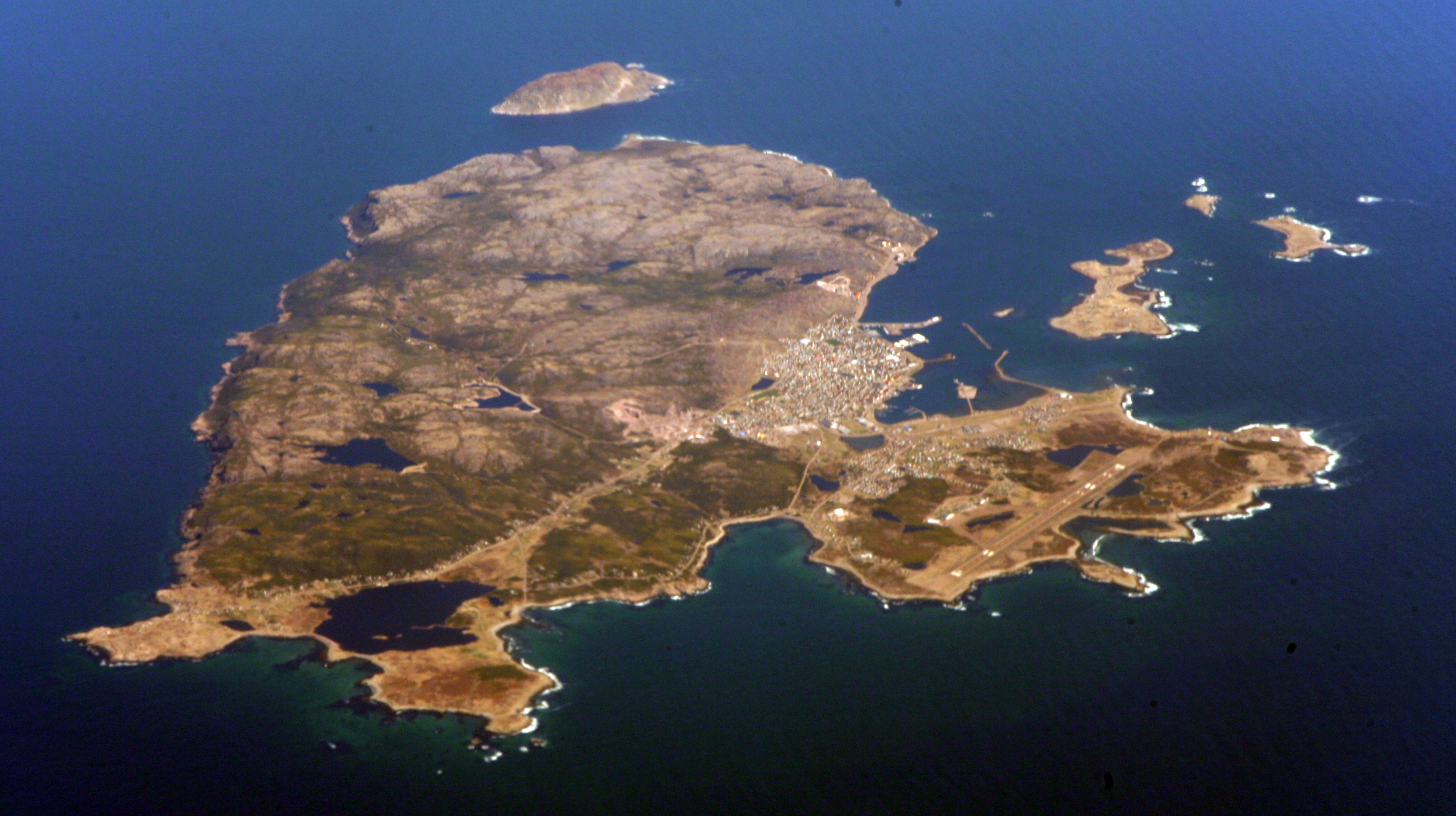